# SS-3 (Кайрю-Мару)
SS-3 (Кайрю-Мару, Kairyu Maru) — танкодесантне судно Імперського флоту Японії, яке взяло участь у Другій світовій війні.
Корабель, який спорудили в 1944 році, став першим у серії танкодесантних суден типу SS. Він міг перевозити чотири легкі танки або вантажівки та 170 військовослужбовців.
28 березня 1944-го корабель перебував біля новогвінейського Манокварі (північно-східний кут півострова Чендравасіх), де був торпедований та потоплений американським підводним човном USS Silversides.